# Du und wieviel von deinen Freunden
Du und wieviel von deinen Freunden ist das erste Studioalbum der Hamburger Band Kettcar. Veröffentlicht wurde es am 28. Oktober 2002 beim Label Grand Hotel van Cleef, welches kurz zuvor von Kettcar mitbegründet wurde.

## Entstehung
Die Band nahm Anfang 2001 die vier Songs Ausgetrunken, Hauptsache Glauben, Genauer betrachtet und Wäre er echt in Eigenregie im Probenraum auf. Da man mit dem Ergebnis unzufrieden war, kontaktierte die Band den Produzenten Swen Meyer, der die vier Lieder im M.O.B. Studio neu aufnahm. Ende Februar bildeten diese ersten Aufnahmen die EP So lang die dicke Frau noch singt, ist die Oper nicht zu Ende, die als kostenloser Download und auf Konzerten (u. a. als Vorband von Tomte) angeboten wurde. Die Band konnte jedoch keine Plattenfirma finden, die das Album veröffentlichen wollten. Im Sommer 2001 nahm die Band ebenfalls im M.O.B. Studio den Titel Landungsbrücken raus auf, später folgten Jenseits der Bikinilinie und Balkon gegenüber, doch mit keiner Aufnahme konnte man einen Interessenten finden.
2002 nahm die Band das komplette Album auf und im September 2002 entschieden sich die Kettcar-Mitglieder Marcus Wiebusch und Reimer Bustorff sowie Tomte-Sänger Thees Uhlmann schließlich, auch aufgrund des wachsenden Fan-Zuspruchs, zur Gründung des Labels Grand Hotel van Cleef, auf dem dann am 28. Oktober 2002 das Debütalbum Du und wieviel von deinen Freunden erschien.

## Rezeption
Rainer Ott beschreibt das Album in der Intro als „Mixtur aus Emotionalität, Enttäuschung, Liebe und, ja, auch Verständnis“ und findet, dass die Band mit „der Besetzung von zwei Gitarren, Schlagzeug, Bass, Orgel und liebevollen Elektro-Spielereien […] das Beste von Punk in die Welt des Pop übertragen [haben]“ und damit eine Melancholie erzeugen, „in die man sich hineinfressen könnte, die aber doch nie ausweglos ist.“
Max Scharnigg fasst Du und wieviel von deinen Freunden im Musikexpress zusammen als „Hamburg, Gitarren, Jungs, Musik, Pop sicher, Rock vielleicht und: Texte! Texte straight Richtung Magengrube.“
Zum zehnten Jubiläum der Veröffentlichung blickt der Journalist Ingo Neumayer zurück und konstatiert:

„Du und wieviel von deinen Freunden ist ein Ausrufezeichen […] und ebnet den Weg für nicht wenige Bands, die sich in den folgenden Jahren daran machen, mit deutschen Texten […] die Zugspitze namens Popmusik zu erklimmen. […]
Ein Album, das auch zehn Jahre später noch anspricht – weil es einen eben nicht anspringt. Weil offene Fragen bleiben, weil auch beim hundertsten Hören immer noch nicht alles entschlüsselt und verstanden ist. Wobei es oft auch nicht ums Verstehen, sondern vielmehr ums Empfinden geht. […]
Was [kettcar] hier abliefern, ist das Monarchie und Alltag des neuen Jahrtausends, ein umwerfender Neueinsteiger im […] Klassikerregal der deutschen Popmusik. Persönlich, aber nicht peinlich. Intim, aber nicht aufdringlich. Offen, aber nicht voyeuristisch. […] kettcar gehen aufs Ganze, eine Nummer kleiner ist keine Option für diese Band, die Lust auf richtig große Songs hat. Hier gibt es elf Stück davon.“

In den Jahrescharts der Musikzeitschriften kann Du und wieviel von deinen Freunden im Jahr 2002 Positionen im oberen Bereich belegen. So wählen die Leser der Intro das Album zum Fünftbesten des Jahres (Kritiker Platz 26), in der Visions erreicht es Platz zehn bei den Lesern und den zwölften Rang von den Kritikern und in der Spex reicht es für Position 13 (Leser) bzw. 30 (Kritiker). Die Redaktion des Webzines Plattentests.de wählt das Album zum Zweitbesten des Jahres.
Das Album wurde zudem von Fachzeitschriften in verschiedene All-Time-Charts aufgenommen, was die Bedeutung des Albums für die deutsche Musikszene unterstreicht. So wird Du und wieviel von deinen Freunden in der Liste der 25 besten deutschsprachigen Pop-Alben (Platz 20, Musikexpress 2003) geführt, und gehört zu den von Lesern gewählten „150 Platten für die Ewigkeit“ (Platz 28, Visions 2005) sowie den 500 besten Alben aller Zeiten der deutschen Ausgabe des Musikmagazins Rolling Stone (Platz 424, 2004)

## Trackliste
1. Volle Distanz – 2:47
2. Ausgetrunken – 3:54
3. Money left to burn – 4:37
4. Wäre er echt – 3:12
5. Landungsbrücken raus – 4:45
6. Balkon gegenüber – 2:04
7. Jenseits der Bikinilinie – 4:34
8. Lattenmessen – 3:56
9. Im Taxi weinen – 4:00
10. Hiersein – 4:33
11. Ich danke der Academy – 3:41

## Referenzen und Zitate (Auswahl)
- Der Albumtitel ist ein Zitat aus dem Film The Breakfast Club von 1985.
- Die Zeile „Löschen und spul zurück“ im Song Landungsbrücken raus ist eine Übersetzung einer Zeile aus dem Song Erase/Rewind der schwedischen Band The Cardigans.
- Im Song Im Taxi weinen tauchen abgewandelte Zitate von Kurt Tucholsky („Das Gegenteil von gut ist gut gemeint“), Marcel Reich-Ranicki („Aber irgendwie schon besser, im Taxi zu weinen als im HVV-Bus, oder nicht?“) und Wiebuschs früherer Band …But Alive („Hetero und männlich, blass und arm“) auf.[7]

## Weitere Veröffentlichungen

### Singleauskopplungen
Landungsbrücken raus (10. Februar 2003)
1. Landungsbrücken raus
2. Hauptsache Glauben
3. Genauer betrachtet
4. Landungsbrücken raus (Video)

### 10-Jahre-Deluxe-Edition
Am 2. November 2012, also zehn Jahre nach der Erstveröffentlichung von Du und wieviel von deinen Freunden, erschien bei Grand Hotel van Cleef eine Neuauflage als Doppel-CD und Doppel-LP, die neben der Originalversion auch eine Bonus-CD mit den 2001 aufgenommenen Titeln von der EP So lang die dicke Frau noch singt, ist die Oper nicht zu Ende und weitere 2001 aufgenommenen Versionen der Albumtitel enthält. Dazu kommt der bisher nicht auf dem Album enthaltene Song Mein Skateboard kriegt mein Zahnarzt, der während der Studio-Aufnahmen zum Album 2002 im Wohnzimmer von Schlagzeuger Frank Tirado-Rosales aufgenommen wurde.
1. Landungsbrücken raus (2001er Version)
2. Jenseits der Bikinilinie (2001er Version)
3. Balkon gegenüber (2001er Version)
4. Volle Distanz (2001er Version)
5. Mein Skateboard kriegt mein Zahnarzt
6. Ausgetrunken (EP Version)
7. Wäre er echt (EP Version)
8. Hauptsache Glauben (EP Version)
9. Genauer betrachtet (EP Version)